# Turbuly Éva
Turbuly Éva (Nova, Zala vármegye, 1956. december 21.) történész, levéltáros, a Győr-Moson-Sopron vármegyei Soproni Levéltár igazgatója.

## Pályafutása
- A Soproni Szemle főszerkesztője is volt 1996–97-ben.

## Publikációi
- Gyulai Éva–Horváth Zita–Turbuly Éva: A muraközi uradalom gazdasága és társadalma
- Bilkei Irénnel: Zala vármegye közgyűlési jegyzőkönyveinek regesztái 1555–1711 I. 1555–1609 – Zalai Gyűjtemény 29. (Zalaegerszeg, 1989) Zala vármegye közgyűlési jegyzőkönyveinek regesztái
- A Deák család (kehidai) felemelkedése a megyei hivatalvállaló nemességbe
- Egy zalai köznemes, Deák László[2] vagyoni viszonyai és gazdálkodása[3]
- Zala vármegye közgyűlési jegyzőkönyveinek regesztái. II. 1611–1655., Zalai gyűjtemény, 39. Zalaegerszeg, 1996
- Takáts Endre a soproni levéltárban. Levéltári Szemle, 57. (2007) 2. szám, 57–67. o.
- Adatok Thurner Mihály polgármester személyének és szerepének jobb megismeréséhez a két háború közötti Sopron életében[4]

## Díjai
- 2000 Pauler Gyula-díj